# Георги Железаров
Георги Железаров е български художник.

## Биография
Роден е на 25 януари 1897 г. в пиринското село Марчево сред беднотата на изостаналия неврокопски район. Родното му село носи името на дядо му Марчо, загинал в борбата срещу османското робство.
Основно образование завършва в родното си село Марчево и в гр. Неврокоп (1903 – 1910). През 1912 г. завършва Мъжкото педагогическо училище в гр. Сер (дн. Серес). От 1913 до 1914 г. е редовен основен учител в с. Либяхово, Неврокопска околия
През 1914 г. се записва като извънреден ученик в Художествено-индустриалното училище в София – Графика и Декоративно изкуство при чешкия художник Йозеф Питер, при когото през този период са учили и Петър Морозов, Михаил Кръстев, Васил Захариев, Николай Райнов, Иван Милев. През 1916 г. прекъсва обучението си, за да отбие военната си служба. Образованието си продължава след края на Първата световна война в Художествено-индустриалното училище (дн. Художествена академия).
Между 1916 и 1918 г. отбива военната си служба в Горна Джумая, Кюстендил и в Школата за подофицери в Одрин. От август 1916 до края на Първата световна война се сражава на Струмишкия фронт в района на Еникьой, Демир Хисар и Караджикьой.
Той не се посвещава на професионалната кариера на художник, а се отдава на графичната си специалност като завеждащ Литографския отдел на Държавната печатница, където работи повече от 25 години – до пенсионирането си. Прецизната му работа е свързана преди всичко с изработване на оригинали на банкноти, пощенски марки, бандероли, грамоти и ценни книжа издавани от Президиума на Народното събрание.
От 1919 до 1921 г. е гравьор в Географския институт, София. През 1924 г. започва работа като рисувач в Държавна печатница. Повече от четвърт век – от 1930 до 1957 г. (когато се пенсионира) е майстор-хромолитограф, художник, технически ръководител в Държавна печатница.
На 17 юли 1932 г. сключва брак със Серафима Янкова Сакъзова, като кум е художникът Борис Денев. На следващата година се ражда синът му Ангел.
Георги Железаров умира на 21 януари 1982 г. в София.

### Творчески път
Творческите му търсения започват още след като той завършва своето образование. През 1920 г. става член-основател на антиакадемичното и прогресивно, еклектично дружество „Независими художници“.
От 1921 до 1924 г. е живописец и график на свободна практика в София.
Първата му самостоятелна изложба е през 1924 г. в Неврокоп (дн. Гоце Делчев).
В стремежа си да се запознае с различни култури и да се докосне до различни светове, в продължение на няколко години (от 1924 до 1928 г.) Железаров посещава Алжир, Мароко, Тунис, Цариград.
През 1924 г. прекарва известно време в Цариград, прави неуспешен опит за заминаване в Египет.
През 1926 г. пристига в Алжир и до 1928 г. работи като десенатор-литограф в Типо-литографското ателие в гр. Алжир, клон на парижкото дружество „Société Anonyme“. През този период посещава също Мароко и Тунис. Там се докосва с бита на арабския свят и създава чудесни пастелни и маслени картини, отразяващи характерни пейзажи, битови сцени от социалната мизерия.
През юли 1928 г. пристига във Флоренция (Италия). След завръщането си в България участва активно в художествения живот на страната.
През 1932 г. става член на Дружеството на художниците в България, в което влиза като пълноправен член на Дружеството на независимите художници. През 30–40-те години на ХХ век взема активно участие в изложбите на Дружеството на независимите художници и общите изложби на Дружеството на художниците в България. Излизат календари и учебни пособия, рисувани и хромолитографирани от него.
С различни творби (живопис и графики) участва в изложби на Дружеството на независимите художници: през 1937 (11 творби) в VІІ изложба, а през 1939 с 5 творби – в VІІІ изложба.
На 19 октомври 1941 г. писателят Емануил Попдимитров открива втората самостоятелна изложба на Железаров в Държавната художествена галерия на пл. „Св. Александър Невски“ в София. Изложени са живопис от Алжир и битови сцени и пейзажи от България. Изложбата бележи огромен успех и в пресата излизат много положителни отзиви. Княгиня Евдокия откупува картината „Край Пирина“.
След излизането в пенсия през 1957 г. до смъртта си през 1982 г. твори за свое удоволствие; както обича сам да казва – „за себе си“.

## Художествена естетика
Художествената му естетика намира отражение в акварелната, гвашовата и маслената живопис като най-плътно усещане за света и живота. Богатата му душевност води четката на твореца към неповторимия български природен и селски пейзаж, към селския трудов бит, към робската орис на жената, към типичните наши пазари.
В живописната му материя намират място характеристиките на съвременните трудови хора от града и селото, техните естествени стремежи към почивка и спорт.
В произведенията си художникът има чувство за композиционна ритмика, графични акценти, които придават декоративна пулсация на всяко място по неповторим начин.
Творчеството му говори за съвременно модерно светоусещане, дълбоко подчинено на философските му разбирания и богата душевност. То много точно отразява същността на своя автор: търсене на труд, търсене – скромно, без самочувствие на откривател, а с търпението на вечен последовател, с упоритостта на постоянния изследовател на човешкото, на душевното, на мъдрото, почерпено от обикновеното, земното.
Живописта на Георги Железаров е свежа, плътна и фактурна, носи точността и обмислената пестеливост на графичния изказ и цветната рисунка, които понякога са условни и остават общото впечатление от обобщен колорит, вярна и точна линия и мек полутон.

## Изложби

### Участие в общи изложби

#### Участия приживе
- 1936 – Х Обща художествена изложба, София
- 1937 – ХІ Обща художествена изложба, София
- 1937 – VІІ изложба на Дружеството на независимите художници, София
- 1939 – VІІІ Обща художествена изложба на Дружеството на независимите художници, София
- 1941 – ХV Обща художествена изложба, София
- 1942 – ХVІ Обща художествена изложба, София
- 1943 – ХVІІ Обща художествена изложба, София

#### Посмъртни участия
- 1991 – „Художници в сянка“, Галерия „Отечество“ (открива я Максимилиян Киров; откупени са всичките 18 изложени картини на Г. Железаров)
- 1991 – Окръжна художествена изложба, Казанлък
- 1992 – Изложба „20-те години на ХХ в. в българското изобразително изкуство“, Национален исторически музей (открива доц. Ружа Маринска)
- 1994 – „Цветя“ (творби от Георги Железаров, Преслав Кършовски, Цветана Мицева и др.)
- 1994 – „Обща художествена изложба“, Козлодуй
- 1995 – Галерия „Сезони“, коледна експозиция
- 1997 – „Български художници в Алжир“
- 1998 – „Поколения“, 5 години Галерия „Сезони“, София
- 2000 – „Софийски ракурси“, Галерия „Ирида“ (артсалон Интерпред)
- 2001 – „С дъх на цветя“, Галерия „Ирида“ (артсалон Интерпред)
- 2001 – „Българска светска живопис“ (1864 – 1928), Софийска градска художествена галерия
- 2001 – 10 години галерия „Класика“
- 2003 – 10 години галерия „Сезони“
- 2009 – „София вчера и днес“, Софийска градска художествена галерия
- 2009 – Шератон София, хотел Балкан (декември 2009)
- 2010 – Шератон София, хотел Балкан (юни 2010)

#### Самостоятелни ретроспективни изложби
- 1986 – Съюз на българските художници, Галерия на бул. „Руски“ № 6 (открива проф. Кирил Кръстев; откупки от Националната художествена галерия, Художествените галерии във Велико Търново, Търговище и от частни лица)
- 1992 – Окръжна художествена галерия – Смолян (открива Георги Шапкаров)
- 1993 – „50 избрани творби“, Окръжна художествена галерия – Смолян (открива Вълко Гайдаров)
- 1993 – „150 избрани творби“, Съюз на българските художници, Галерия на ул. „Шипка“ № 6 (открива Ирина Мутафчиева)
- 1994 – „Български селски мотиви“, Галерия „Сезони“ (50 творби от 20–30-те години на ХХ век)
- 1997 – „ГЕОРГИ ЖЕЛЕЗАРОВ (1897 – 1997). По повод 100-годишнината от рождението на художника“, Национална галерия за чуждестранно изкуство „Св. св. Кирил и Методий“ (представени са 205 творби от различни творчески периоди на художника)
- 1997 – „Алжир – София (градски сюжети). По повод 100-годишнината от рождението на художника“. Софийски университет „Св. Климент Охридски“, Централно фоайе (открива Румен Спасов)
- 1999 – Арт-салон на в. КЕШ, ул. „Цар Иван Асен ІІ“ № 26 (открива Воля Стойчева)
- 2000 – „Алжирски цикъл“, СБХ, Галерия на ул. „Шипка“ № 6
- 2001 – „Алжирски цикъл“, „Български мотиви“, Галерия „Мохамед Расим“, Алжир
- 2002 – „Български мотиви“, СБХ, Галерия на ул. „Шипка“ № 6
- 2002 – Салон в Народно събрание
- 2005 – Галерия „Максим“, София (открива Жени Христова)
- 2007 – Галерия „Българи“, София (открива чл.-кор. проф. Аксиния Джурова)
- 2009 – Галерия „Българи“, София (открива чл.-кор. проф. Аксиния Джурова)
- 2009 – Галерия „Арт-М“, Трявна (открива Добринка Манева)
- 2010 – Български културен институт, Братислава, 12 февр. 2010 (открива Огнян Гърков, извънреден и пълномощен посланик на Република България в Словакия)
- 2010 – Българско дружество, Дебрецен, 16 май 2010 (открива Пламен Пейков, директор на Българския културен институт в Будапеща)
- 2010 – Български културен институт, Будапеща, 3 юни 2010 (открива Радост Железарова и Пламен Пейков)
- 2010 – Френски институт, София, 6 декември 2010 (открива Филип Отие, посланик на Франция в България)
- 2011 – Български културен институт, Варшава, 25 януари 2011 (открива Михаела Тодорова, директор на Българския културен институт във Варшава)
- 2011 – „Алжир и България в творчеството на Георги Железаров“. Галерия „Сезони“, София, 28 юни 2011 (открива художничката Надежда Кутева)
- 2011 – Галерия SORAYA, Шчечин, Полша, 16 декември 2011 (открива Михаела Тодорова, директор на БКИ – Варшава)
- 2012 – „Софийските пейзажи на Георги Железаров (115 години от рождението на художника)“, Галерия „Лоранъ“, 10 – 29 януари 2012
- 2012 – Български културен институт – Лондон, 16 – 30 април 2012
- 2012 – Български културен институт – Прага, 24 май – 20 юни 2012
- 2012 – Галерия „Арт-М“, Трявна
- 2013 – Галерия „Мисията“, Държавен културен институт, София
- 2013 – „Стара София в творчеството на Георги Железаров“. По повод Деня на София – 17.9.2013, Столична библиотека.
- 2013 – „Рисувах докато имаше светлина“, Севлиево, Галерия „Видима“, 19.9.2013
- 2014 – „Българският бит в творчеството на Георги Железаров“, Плевен, Художествена галерия „Илия Бешков“, 26.06 – 30.08.2014
- 2015 – „118 години от рождението на Георги Железаров“, София, Галерия „Икар“, 22 януари – 22 февруари
- 2017 – „Между Алжир и София в търсене на светлината. 120 години от рождението на художника“, Софийска градска художествена галерия, 14 март – 30 април
- 2017 – „Между Алжир и София в търсене на светлината“, Художествена галерия „Христо Цокев“ – Габрово (9 май – 9 юни
- 2017 – Национално етнографско изложение за приложни изкуства и занаяти, Орешак, юли – август
- 2017 – Художествена галерия „Вароша“, Ловеч, (17 октомври – 17 ноември